# Refugi de Certascan
El Refugi de Certascan és un refugi del terme municipal de Lladorre, a la comarca del Pallars Sobirà. Està situat a la sortida d'aigües de l'Estany de Certascan, a 2.232 metres d'altitud.
Forma part de la xarxa de refugis per on passa la travessa de muntanya la porta del cel